# Kasim Rabihic
Kasim Rabihic (* 24. Februar 1993 in München) ist ein deutsch-bosnischer Fußballspieler.

## Werdegang
Der offensive Mittelfeldspieler wurde in der Jugendabteilung der SpVgg Unterhaching ausgebildet und wechselte nach Ablauf seiner Jugendzeit zum BC Aichach in die Bayernliga Süd. Mit Aichach erreichte Rabihic in der Saison 2012/13 die Relegation zur Regionalliga Bayern, wo Aichach jedoch an der zweiten Mannschaft des FC Augsburg scheiterte. Während der Saison 2013/14 wechselte Rabihic zur zweiten Mannschaft des TSV 1860 München und wurde mit seiner neuen Mannschaft Dritter der Regionalliga Bayern. Im Sommer 2015 wechselte Rabihic zu Rot-Weiss Essen in die Regionalliga West. Mit den Essenern gewann er 2016 den Niederrheinpokal durch einen 3:0-Finalsieg über den Wuppertaler SV. Ein Jahr später stand er mit seiner Mannschaft erneut im Finale, das jedoch mit 0:2 gegen den MSV Duisburg verloren wurde.
Im Sommer 2017 kehrte Rabihic nach Bayern zurück und schloss sich dem Regionalligisten FC Pipinsried an. Zwei Jahre später stieg er mit den Pipinsriedern aus der Regionalliga ab und schloss sich daraufhin dem Regionalliga-Aufsteiger Türkgücü München an. Die folgende Saison wurde wegen der COVID-19-Pandemie unterbrochen und Türkgücü München zum Aufsteiger in die 3. Liga erklärt. Allerdings musste Rabihic gehen und wechselte zum SC Verl, der ebenfalls 2020 in die 3. Liga aufgestiegen war. Sein Profidebüt feierte Kasim Rebihic am 19. September 2020 beim 0:0 seiner Mannschaft im Spiel beim SV Wehen Wiesbaden. Anschließend kam er regelmäßig zum Einsatz und absolvierte in zwei Spielzeiten 68 Ligaspiele und erzielte dabei zwölf Treffer. Zur Saison 2022/23 schloss er sich dann dem Ligarivalen 1. FC Saarbrücken an.

## Erfolge
- Aufstieg in die 3. Liga: 2020
- Niederrheinpokalsieger: 2016